# Rivière Maganasipi Ouest
La rivière Maganasipi Ouest est un tributaire de la rive droite de la rivière Maganasipi, laquelle se déverse sur la rive est de la rivière des Outaouais. La rivière Maganasipi Ouest traverse le territoire non organisé Les Lacs-du-Témiscamingue, dans la municipalité régionale de comté (MRC) de Témiscamingue, dans la région administrative de Abitibi-Témiscamingue, au Québec (Canada).

## Géographie

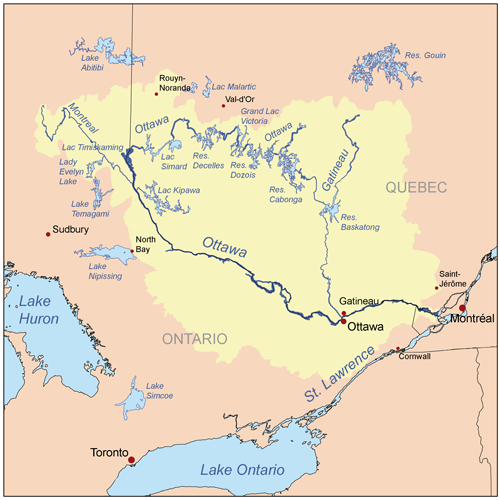
Bassin hydrographique de la rivière des Outaouais.

La rivière Maganasipi Ouest est située au nord de la communauté de Deux-Rivières, Ontario, à l’ouest de la municipalité de Rapides-des-Joachims et au sud-est de la Ville de Témiscaming et de la communauté algonquine de Kebaowek.
Les bassins versants voisins de la rivière Maganasipi Ouest sont :
- côté nord : Grand lac Foley, lac Spearman, rivière Beauchêne ;
- côté est : rivière Maganasipi ;
- côté sud : rivière Maganasipi, rivière des Outaouais ;
- côté ouest : les 3 lacs Dragon, le lac Memewin et le ruisseau Edwards.

Le lac Félix (altitude : 351 m) constitue le lac de tête de la rivière Maganasipi Ouest. Il est situé à 2,4 km au sud du lac Spearman (bassin versant de la rivière Beauchêne), à 4,0 km au nord-ouest du Grand lac Foley, à 9,0 km au nord-est du lac Memewin et à 10,9 km à l'ouest du lac Maganasipi. La rivière Maganasipi Ouest coule généralement en zone forestière vers le sud-est dans le territoire de la zec Maganasipi.
Cours supérieur de la rivière (segment de 10,9 km)
À partir du lac Félix, la rivière Maganasipi Ouest coule sur 1,5 km d'abord vers l'ouest en traversant un petit lac sans nom, puis vers le sud jusqu'à la rive nord du lac Wolf (longueur : 2,0 km ; altitude : 346 m) que le courant traverse vers le sud sur sa pleine longueur ; 3,4 km vers le sud-ouest dont 1,3 km en traversant un lac sans nom (altitude : 339 m), jusqu'à la rive ouest du lac Claude (altitude : 331 m) que le courant traverse sur 0,4 km vers le nord-est ; sur 1,2 km vers le nord-est, puis vers le sud-est, en recueillant la décharge des lacs Anne (altitude : 331 m), Brébeuf (altitude : 331 m), de la Caille (350 m) et Dubeau (altitude : 356 m) ; ce segment se déverse sur la rive ouest du Grand lac Foley (le principal plan d'eau du bassin versant) que le courant traverse sur 2,4 km vers l'est.
Cours inférieur de la rivière (segment de 20,1 km)
À partir de l'embouchure du Grand lac Foley (altitude : 326 m), la rivière Maganasipi Ouest s'écoule sur 10,9 km d'abord vers l'est, puis vers le sud-est en traversant notamment les lacs Eddy (altitude : 326 m) et de la Flamme (altitude : 326 m), jusqu'à une zone de marais à la confluence avec la décharge du lac Céline (venant du sud-est ; altitude : 344 m) ; sur 1,9 km vers le sud-est, en formant une grande courbe vers le nord-est ; sur 7,3 km vers le sud-est, pratiquement en ligne droite, jusqu'à la rive nord-ouest du lac Macon (altitude : 245 m). Ce dernier constitue la confluence des rivières Maganasipi et Maganasipi Ouest.

## Toponymie
Le terme Maganasipi est utilisé pour désigner plusieurs toponymes de ce secteur : rivière Maganasipi (et ses deux principaux tributaires), le lac, la ZEC (zone d'exploitation contrôlée) et la réserve de biodiversité projetée de la Vallée-de-la-Rivière-Maganasipi.
D'origine amérindienne de la nation algonquine, le terme Maganasipi signifie rivière étroite ou rivière aux loups. Le toponyme rivière Maganasipi paraît dans le Dictionnaire des Rivières et des Lacs de la province de Québec, datant de 1925.
Le toponyme rivière Maganasipi Ouest a été officialisé le 5 décembre 1968 à la Commission de toponymie du Québec.